# Mapoon
Mapoon är en region i Australien. Den ligger i delstaten Queensland, omkring 2 100 kilometer nordväst om delstatshuvudstaden Brisbane. Antalet invånare är 288. Arean är 530 kvadratkilometer.
Trakten runt Mapoon består huvudsakligen av våtmarker. Trakten runt Mapoon är nära nog obefolkad, med mindre än två invånare per kvadratkilometer. Savannklimat råder i trakten. Genomsnittlig årsnederbörd är 2 066 millimeter. Den regnigaste månaden är januari, med i genomsnitt 709 mm nederbörd, och den torraste är september, med 3 mm nederbörd.